# Yurie Nagashima
Yurie Nagashima (長島 有里枝, Nagashima Yurie, née en octobre 1973) est une photographe et artiste contemporaine japonaise.
Elle est principalement active dans les genres de l'autoportrait, du portrait, de la photographie de rue et de la nature morte. 
En 2000, Nagashima reçoit le prestigieux prix Kimura Ihei en compagnie de Hiromix et Mika Ninagawa.
Nagashima est assistante en photographie à l'université d'art de Musashino à Tokyo.

## Biographie
Yurie Nagashima acquiert une renommée nationale au Japon après avoir reçu le deuxième prix annuel Urbanart décerné par la Parco Gallery à Tokyo en 1993 pour une série de photographies la représentant elle et sa famille dénudées. 
Nagashima est nommée au prix par Nobuyoshi Araki, l'un des photographes les connus au Japon. 
À l'époque, Nagashima est encore étudiante à l'université d'art de Musashino à Tokyo dont elle sort diplômée en 1995 avec un BA en design de communication visuelle. 
En 1995, Nagashima organise une exposition pour deux personnes avec la photographe américaine Catherine Opie à la Parco Gallery, Tokyo. 
À la suite de cette rencontre avec Opie, Nagashima entreprend un MFA au California Institute of the Arts sous sa tutelle.
Nagashima a publié de nombreuses et importantes monographies photographiques qui traitent de la famille, du sexe, de l'identité et de la sexualité. 
En Occident, elle est comparée à la photographe américaine Nan Goldin. 
Dans des photographies parfois provocantes, Nagashima teste les perceptions du public sur l'obscénité et la censure au Japon (en). 
Nagashima est représentée par la galerie SCAI la Bathhouse à Tokyo, où elle a eu plusieurs expositions individuelles et de groupe. 
Outre son travail comme photographe et assistante en photographie, Nagashima a publié en 2009 (sous le titre Senaka no kioku, qui signifie « Souvenirs du dos ») une série d'histoires biographiques de son enfance.

## Livres
- Nagashima Yurie Photobook, Fuga, Tokyo, 1995.  (ISBN 4-89424-059-9).
- Empty White Room (エンプティホワイトルーム?), Little More, Tokyo, 1995.  (ISBN 4-947648-17-1).
- Kazoku (家族?) / A Family, Korinsha Press, Kyoto, 1998.  (ISBN 4-7713-0334-7).
- Pastime Paradise, Madra, Tokyo, 2000.  (ISBN 4-944079-23-0).
- not six, Switch, Tokyo, 2004.  (ISBN 4-88418-014-3).
- Senaka no Kioku (背中の記憶?), Kodansha, Tokyo, 2009.  (ISBN 978-4-06-215896-1).
- Swiss, Akaaka, Tokyo, 2010.  (ISBN 4-903545-59-8).